# Космос-2020
Космос-2020 је један од преко 2400 совјетских вјештачких сателита лансираних у оквиру програма Космос.
Космос-2020 је лансиран са космодрома Тјуратам, Бајконур, СССР, 17. маја 1989. Ракета-носач Сојуз је поставила сателит у орбиту око планете Земље. Маса сателита при лансирању је износила 6600 килограма. Космос-2020 је био осматрачки сателит.